# Quiscalus mexicanus
La gracula codalunga o gracchio messicano (Quiscalus mexicanus (J.F.Gmelin, 1788))  è un uccello passeriforme della famiglia degli Itteridi, nativo del Nord e Centro America.
A volte viene erroneamente indicato come "merlo" nel sud Stati Uniti, sebbene le due specie non appartengano alla stessa famiglia. Allo stesso modo, è spesso chiamato "corvo" nelle aree del Messico a causa della sua livrea nero lucido, anche se non è un membro del genere Corvus, e nemmeno della famiglia dei Corvidi.

## Descrizione

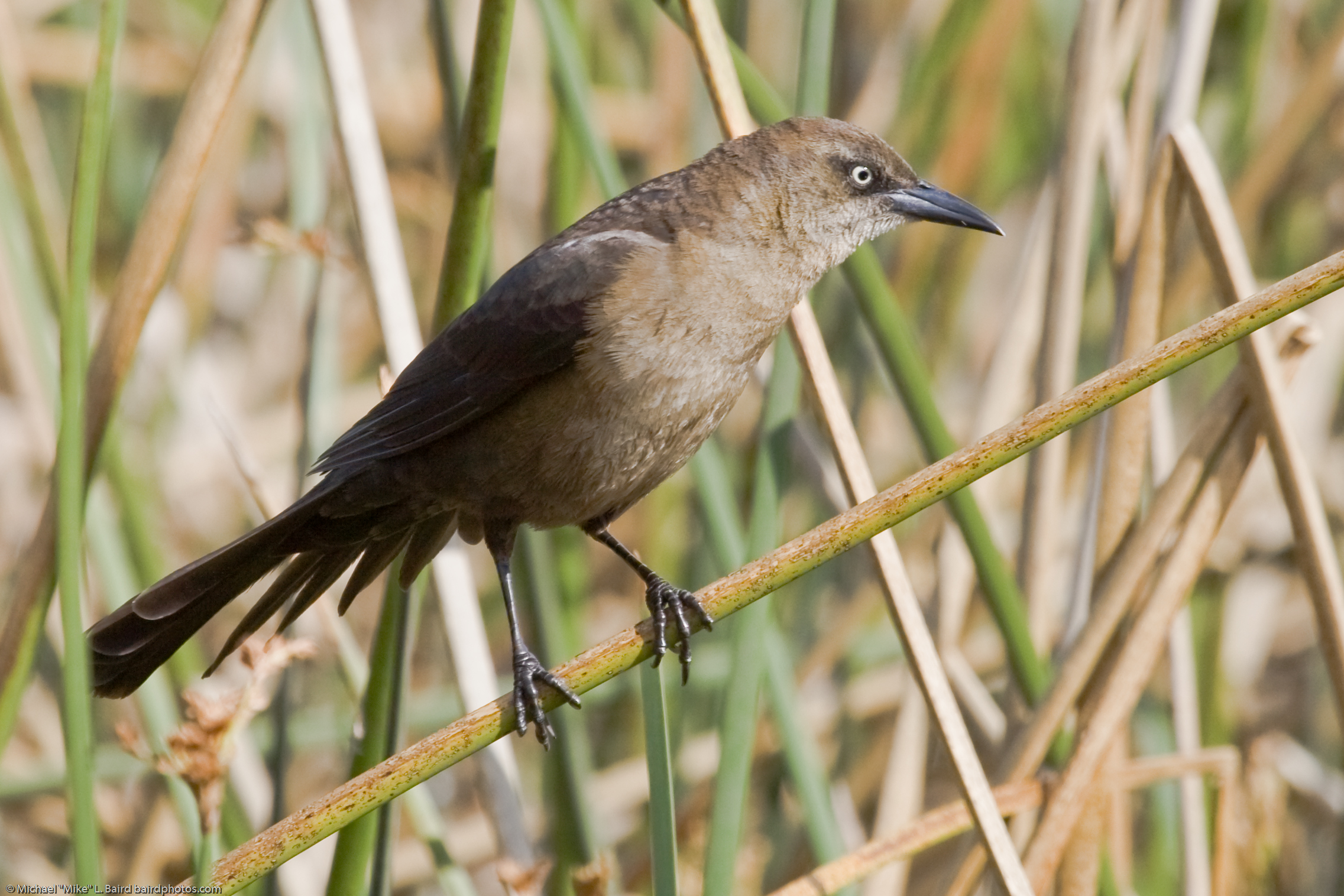
Femmina di gracula codalunga

Le gracule codalunga sono uccelli di medie dimensioni (in genere più grandi degli storni ma più piccoli dei corvi; 38 cm - 46 cm) con i maschi del peso di 203 grammi - 265 grammi e le femmine di 115 grammi - 142 grammi, ed entrambi i sessi hanno la caratteristica coda lunga. I maschi sfoggiano una colorazione nero iridescente con riflessi viola-blu sulle piume della testa e nella parte superiore del corpo, mentre le femmine sono marroni con ali e coda più scure. Tale differenza morfologica tra maschi e femmine di una specie è nota come dimorfismo sessuale. Entrambi i sessi adulti hanno occhi gialli luminosi, mentre i giovani di entrambi i sessi hanno occhi marroni e piumaggio marrone come le femmine (tranne che per delle striature sul petto). La caratteristica distintiva della specie, più evidente nei maschi, è la lunga coda a forma di carena, che gli animali possono ripiegare verticalmente allineando le due metà.
La gracula codalunga e la sua specie più stretta, la gracula coda a carena (Quiscalus majorgrackle) furono a lungo considerati la stessa specie finché le analisi genetiche li hanno distinti in due specie diverse.

## Distribuzione e habitat
Originario del Centro e Sud America, la gracula codalunga ha ampliato il proprio areale spostandosi verso nord in Nord America, tra il 1880 e il 2000, a seguito di corridoi urbani e agricoli. Il loro attuale areale si estende dal nord-ovest del Venezuela alla Colombia occidentale, all'Ecuador al sud del Minnesota, a nord, nell'Oregon, Idaho e California a ovest, in Louisiana, a est, con esemplari migratori a sud del Canada. Questi animali trovano il loro cibo nelle aree aperte, nei prati, nei pascoli, e nelle zone umide come le mangrovie.

## Biologia

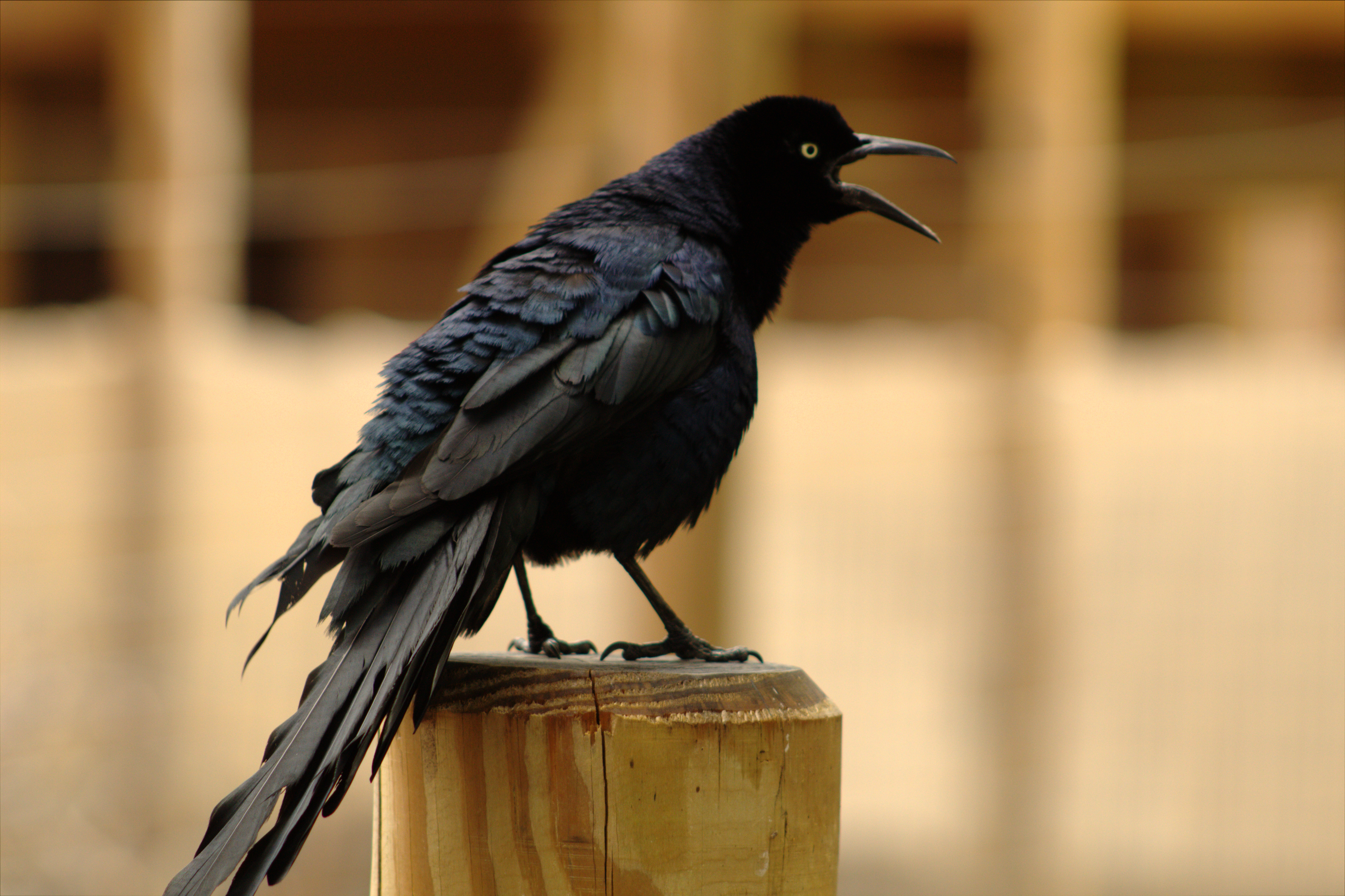
Maschio mentre emette il suo richiamo

Sono uccelli molto intelligenti e perspicaci, che hanno anche risolto un degli enigmi delle favole di Esopo: se un oggetto che si vuole raggiungere galleggia sull'acqua ma è troppo lontano per raggiungerlo basta buttare altri oggetti in acqua per far alzare il suo livello e far alzare l'oggetto (nel caso di questi uccelli si trattava di cibo).

### Alimentazione
Le gracule codalunga sono noti per le loro diverse abitudini di alimentazione. Nelle aree erbose si nutrono di larve e insetti, che estraggono dalla corteggia degli alberi o dal terreno; cacciano anche lucertole, uccelli nidiacei e uova; si nutrono anche nei campi appena arati; eliminano i parassiti dai bovini e mangiano anche frutta (ad esempio banane e frutti di bosco) e cereali (per esempio il mais e le pannocchie aprendo le bucce). Nelle aree paludose e acquitrinose si nutrono di crostacei, insetti, vermi, girini e talvolta pesci che catturano volando vicino alla superficie dell'acqua. Sono stati osservati anche esemplari nutrirsi degli insetti morti sul parabrezza delle auto, e attaccare le rondini durante in volo.

### Voce

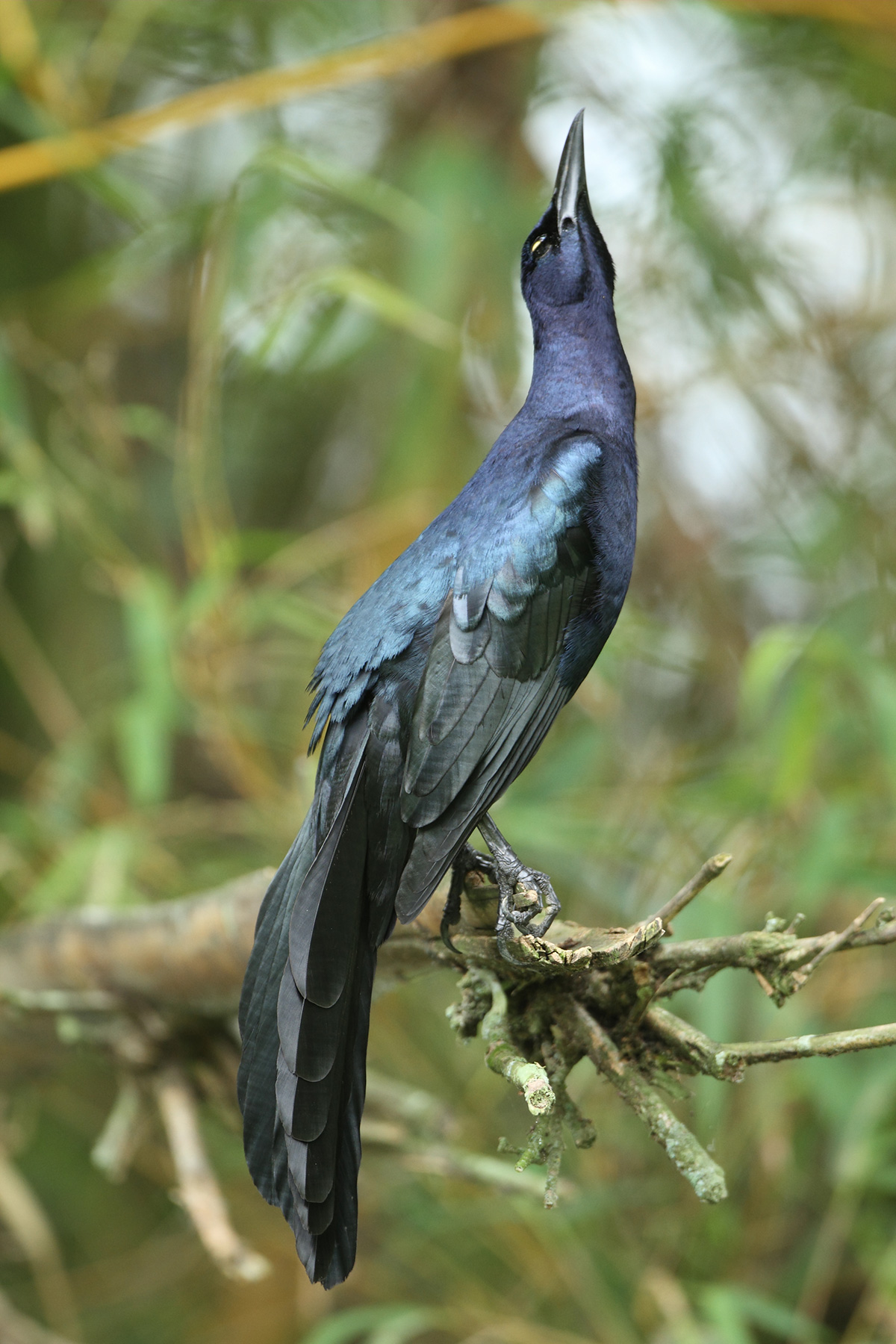
Maschio in posizione di corteggiamento

Le gracule codalunga possiedono un gran repertorio di vocalizzazioni che sono utilizzati durante tutto l'anno. Comunicano a gran voce soprattutto nelle macchie di alberi o nei canneti delle zone umide durante la notte. 
I maschi utilizzano una più ampia varietà di suoni, mentre le femmine si impegnano per lo più in "chiacchiere", tuttavia le femmine non emettono mai versi per rivendicare il territorio. A causa delle loro vocalizzazioni ad alta voce, sono da alcuni considerati delle specie parassita.

### Riproduzione
Durante la stagione riproduttiva, nidificano nei medesimi territori utilizzando tre diverse strategie di accoppiamento: 
- 1) I maschi, territoriali, difendono il proprio territorio su cui molte femmine collocano i loro nidi e allevano i piccoli;
- 2) I maschi residenziali vivono nelle colonie più grandi, ma non difendono il territorio e non hanno compagne;
- 3) i maschi transitori rimangono per un paio di giorni prima di lasciare la colonia per poi passare un'altra colonia.[6]

I maschi residenti e i maschi transitori procreano un piccolo numero di figli attraverso copulazioni extraconiugali con femmine dei territori di altri maschi. I maschi territoriali sono più pesanti e hanno code più lunghe rispetto ai maschi non territoriali, ed entrambe queste caratteristiche sono associati con avere più prole.

## Nella cultura di massa

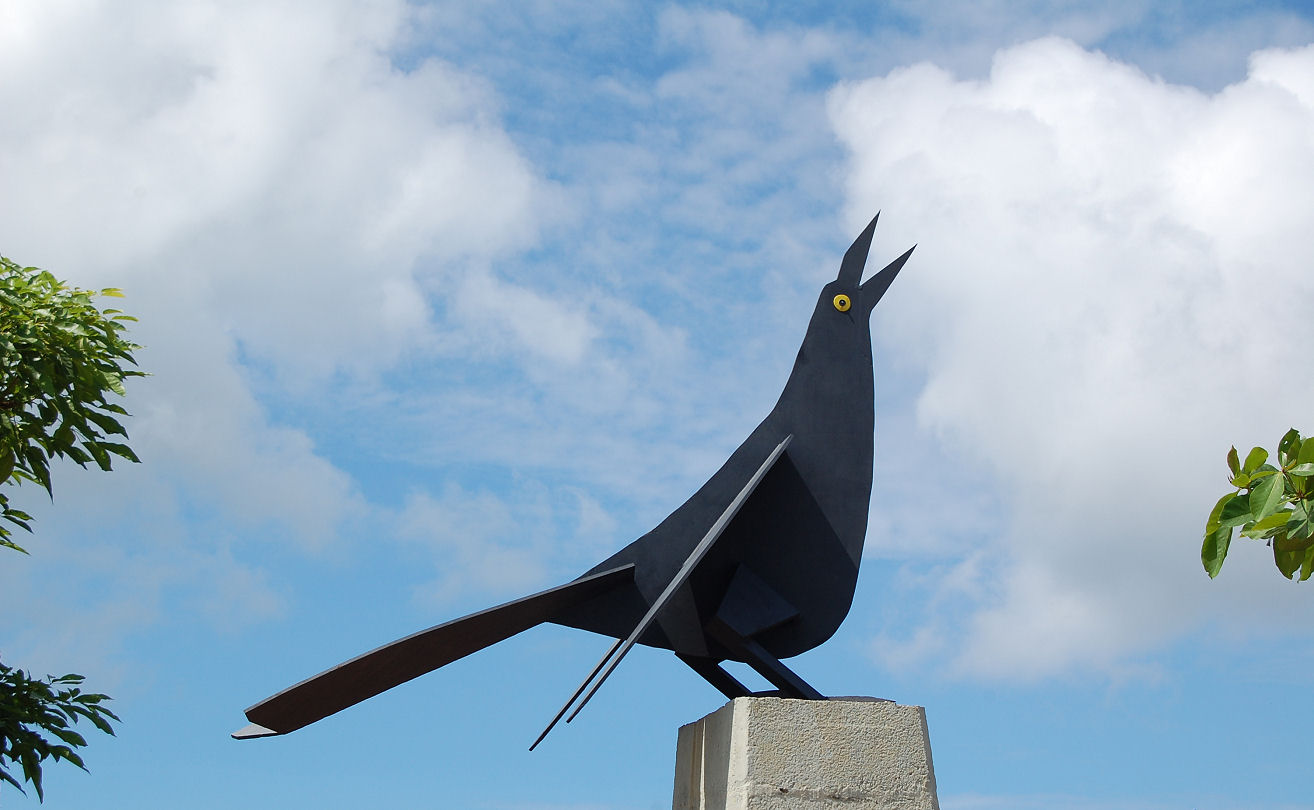
Statua di Maria Mulata, a Cartagena

In Messico, dove è conosciuto con il nome di Chanate o Zanate, la gracula codalunga è la protagonista di una leggenda messicana sulle sette canzoni (i versi dell'animale): "In origine, la Zanate non aveva voce ma riuscì a rubare le sette canzoni dalla saggia tartaruga di mare. Ora è possibile ascoltare la voce della Zanate e le Sette canzoni (amore, odio, paura, coraggio, gioia, tristezza e rabbia) della vita". Sulla base di questa leggenda, molti artigiani messicani creano piccole sculture in argilla raffiguranti l'animale sul dorso della tartaruga marina.
In Colombia, la specie viene chiamata Maria Mulata, ed è l'uccello ufficiale di Cartagena de Indias. L'artista di Cartagena, Enrique Grau, si ispirato molto a questi uccelli dedicandogli molte sculture visibili in piazze e parchi, elogiandone l'intelligenza, l'adattabilità, l'allegria, la socialità e la tendenza a collaborare, la diligenza, l'astuzia e la capacità di sfruttare le avversità.